# Atlas (gwiazda)
Atlas – gwiazda potrójna w gromadzie otwartej Plejad (M45) w gwiazdozbiorze Byka. Oznaczenie Flamsteeda tej gwiazdy to 27 Tauri. Położona jest w odległości około 382 lat świetlnych od Ziemi.

## Nazwa
Gwiazda ta nosi tradycyjną nazwę Atlas, wywodzącą się z mitologii greckiej. Tytan Atlas był ojcem Plejad. Grupa robocza Międzynarodowej Unii Astronomicznej do spraw uporządkowania nazewnictwa gwiazd zatwierdziła użycie nazwy Atlas dla określenia tej gwiazdy.

## Charakterystyka
Główny składnik układu, Atlas A, to błękitny olbrzym typu widmowego B o obserwowanej wielkości gwiazdowej wynoszącej 3,63m. Jest to gwiazda spektroskopowo podwójna, której dwa składniki mają jasność odpowiednio 4,1m i 5,6m. Wokół tej pary krąży Atlas B, gwiazda o jasności obserwowanej 6,8m, oddalony od reszty układu o 0,4 sekundy kątowej, czyli co najmniej 52 au.